# Buared
Buared är en bebyggelse i Ölmevalla socken i Kungsbacka kommun i Hallands län.  Området avgränsades fram till 2010 som en separat småort, från 2015 räknas det till tätorten Kläppa. 